# Richard Trevor (évêque)
Richard Trevor (30 septembre 1707 - 9 juin 1771)  est un prélat anglican anglais qui est évêque de St David de 1744 à 1752 et évêque de Durham de 1752 jusqu'à sa mort. 

## Biographie
Il est né à Glynde dans le Sussex, siège de la famille des Trevors, originaire du pays de Galles au XVIe siècle. Il est le fils de Thomas Trevor (1er baron Trevor). Il fait ses études à la Westminster School et au Queen's College, à Oxford, et devient membre de All Souls College en 1727. Il est chanoine du collège de Christ Church d'Oxford en 1735. 
Après sa mort, son domaine de Glynde passe à son frère aîné, Robert Hampden-Trevor (1er vicomte Hampden). 
En 1756, il achète 13 tableaux de Zurbarán, une série connue sous le nom de Jacob et ses douze fils, représentant le patriarche Jacob et ses fils. Ils sont depuis détenus par l'Église d'Angleterre au château d'Auckland, à Bishop Auckland, jusqu'à leur transfert, en 2011 avec le château, à une fondation caritative soutenue par le philanthrope Jonathan Ruffer,. 